# Tweezwaardenleer
De tweezwaardenleer is de verdeling van de wereld in twee machtssferen: een geestelijke en een wereldlijke. Elk van beide kon rechtspreken binnen zijn eigen gebied. Het zwaard staat symbool van het uitoefenen van de macht en verwijst tevens naar een vermelding van twee zwaarden in de Bijbel (Lucas 22:38). De twee machten moesten niet tegen elkaar vechten, maar elkaar versterken. Deze leer van paus Gelasius I (492-496) bouwde voort op de tweerijkenleer van kerkvader Augustinus (354–430).

## Uitleg

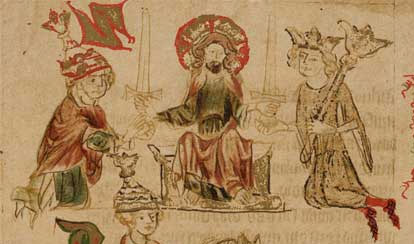
Christus geeft twee zwaarden (geestelijke en wereldlijke macht) aan respectievelijke de paus en de keizer (illustratie uit de Dresdense Saksenspiegel, facsimile van Karl von Amira, 1902).

Gelasius ontleende zijn idee van de tweezwaardenleer aan het Nieuwe Testament, waarin door Jezus wordt gezegd: "Geef wat van de keizer is aan de keizer, en geef aan God wat God toebehoort." (Matteüs 22:21). Jezus doelt hiermee op de aan de keizer verschuldigde belasting.
De wereldlijke macht gaat volgens Gelasius over zaken tussen personen, zoals diefstal, rechten, plichten enzovoort.
De geestelijke macht daarentegen gaat over het geloof. De inquisitie die in 1215 bij het Concilie van Lateranen IV werd bekrachtigd dankt haar bestaansrecht aan deze indeling in machtssferen. Het is immers de Kerk die moet toezien op de juistheid van het geloof, zodat mensen in de hemel kunnen komen. De Kerk als bemiddelaar voor toegang tot het Hemelse Rijk was een belangrijke pijler van de macht voor de Kerk. Dat was ook een van de grote redenen van het gevecht dat de Rooms-Katholieke Kerk aanging tegen de Reformatie.

## Politieke realiteit
Gezien de politieke realiteit aan het einde van de vijfde eeuw, is het niet verwonderlijk dat paus Gelasius opriep tot samenwerking tussen twee groepen mensen. Het Romeinse Rijk in het Westen was aan zijn einde gekomen en Germaanse invasietroepen maakten in het Westen de dienst uit. Door de feitelijke machthebbers, die overigens niet rooms-katholiek waren maar Ariaans (zie Arianisme), op te roepen samen te werken met de Kerk probeerde hij eenheid te smeden en de positie van Rooms-Katholieke Kerk veilig te stellen. 
Niet alleen leverde de paus met zijn voorstel een idee dat de komende eeuwen Europa in zijn greep zou houden, het is tevens de erkenning van de politieke realiteit van einde van de vijfde eeuw. Door het idee van Gelasius kreeg die bovendien een soort goddelijke erkenning, wat uiteraard de positie van de kerk weer versterkt.
Begin veertiende eeuw was de filosoof Marsilius van Padua een van de eerste denkers die de tweezwaardenleer op filosofische gronden afwees. Uiteraard bracht dit hem in conflict met de paus.

## Samenleving in de Middeleeuwen
Het idee van de tweezwaardenleer werd in latere eeuwen verder uitgewerkt en kreeg aan het einde van de Middeleeuwen zijn beslag in de standensamenleving. In de standensamenleving zijn er drie groepen. De belangrijkste groep bestaat uit geestelijken. Zij zijn het belangrijkst omdat zij bidden voor het zielenheil van de mensen, die daar misschien niet dagelijks mee bezig kunnen zijn. De tweede groep zijn de soldaten/ridders. Zij moeten zorgen voor de fysieke bescherming van de mensen. Tot slot zijn er de overigen. Dit is de groep mensen die moet werken op Gods land, zoals dat na de verdrijving uit het Paradijs noodzakelijk is geworden.
Deze laatste groep bestond in het begin van de Middeleeuwen uit boeren en een handjevol mensen met andere beroepen als handelaar en smid. Aan het eind van de middeleeuwen was een deel van de groep burger van een stad.
Toen aan het einde van de Middeleeuwen heren hun macht over hun landen wilden verstevigen gingen ze vertegenwoordigers uitnodigen met hen te komen praten. Hoewel zo'n vergadering in feite niets anders was dan een vergadering van belangrijke steden en mensen binnen het gebied, werd er vaak een saus van de standensamenleving overheen gegooid. Zo kon het gebeuren dat in de Staten-Generaal binnen het machtscomplex van de Habsburgers in de Nederlanden de adel als tweede stand de belangen van het platteland vertegenwoordigde en de burgers van de steden de derde stand vertegenwoordigden. Terwijl er in feite meer mensen op het platteland woonden dan in de steden. (Waarbij gezegd moet worden dat burgers door hun andere juridische status en de economische activiteiten andere belangen kunnen hebben dan boeren.) Het bijeenroepen van staten-generaal's moet dan ook meer gezien worden als een poging meer macht te kunnen uitoefenen door direct contact en regelmatig overleg dan als een poging de standensamenleving te verwezenlijken middels politieke instituties.